# Jardín Botánico Nacional de Gales
El Jardín Botánico Nacional de Gales (en inglés: National Botanic Garden of Wales) ostenta el rango de ser el primer Jardín botánico nacional que ha sido creado en el nuevo milenio. 
Se encuentra en Llanarthne, Carmarthenshire, Gales, con unas 5,000 especies de plantas en 19 acres (77,000 m²) de terreno.

## Historia
El Jardín Botánico Nacional de Gales se encuentra situado en unas tierras en los que la historia documentada hunde sus raíces en los pasados 400 años.
El nombre de la finca donde se encuentra, procede de la familia Middleton, de Chirk Castle cerca de Oswestry, quienes construyeron una mansión en este lugar a principios de la década de 1600. Tres generaciones más tarde y por vía matrimonial la finca pasó a ser propiedad de la familia Gwyn de Gwempa quienes se vieron forzados a vender Middleton Hall en 1776 para poder pagar sus deudas.

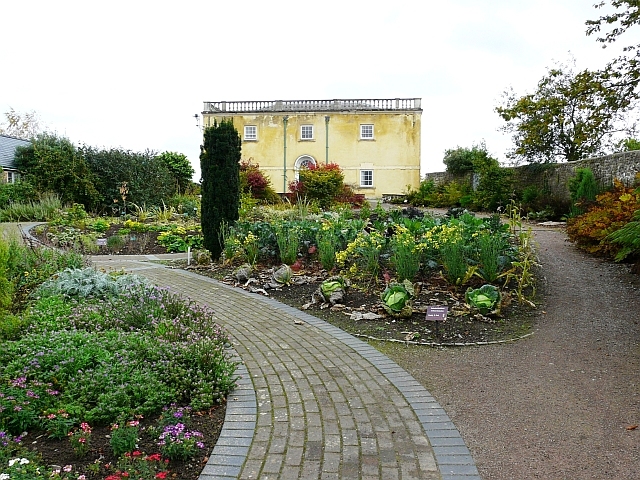
El jardín Wallace y la casa principal, Jardín Botánico Nacional de Gales.

Trece años más tarde William Paxton compró la finca Middleton por £40,000 y comenzó su transformación en un parque en el que el agua tiene un papel preponderante. Aunque había nacido en Escocia de una modesta familia en 1744, William Paxton que con cuarenta y dos años, había reunido una fortuna tabajando como directivo y agente del comercio de la menta en Bengala, utilizó su gran riqueza en dar trabajo a las mentes creativas de su tiempo, incluido el eminente arquitecto Samuel Pepys Cockerell, al que dio el encargo de diseñar un nuevo Middleton Hall después de que el original se había convertido en una granja. El nuevo Middleton Hall se convirtió en una de las mansiones más espléndidas del sur de Gales que eclipsó con su esplendor y pompa asiática, a las mansiones más orgullosas de las que había en la región de Cambria. El original doble muro del jardín, la casa de cristal de los melocotoneros, la casa de hielo, y los bloques de los establos, se construyeron durante el tiempo de William Paxton.
Con la ayuda y asesoramineto de Samuel Lapidge y del ingeniero James Grier, William Paxton creó un parque en el que el agua jugaba un papel preponderante. El agua fluía a todo lo largo de la finca, mediante un elaborado sistema de enlaces por el cual se interconectaban lagos, estanques y cursos de agua gracias a embalses, esclusas, puentes y cascadas. William Paxton estaba encantado por el descubrimiento que se había hecho en sus tierras, de manantiales de aguas minerales, inmediatamente construyó casas de baños con sus hornos para calentar las aguas para el baño. Las aguas de los manantiales, eran acumuladas en las partes altas de las colinas que alimentaban unas cisternas en el tejado de su residencia lo que le permitía el lujo extremo de tener aseos con agua disponible en todo momento. 
William Paxton dejó su impronta más allá de su finca. Construyó unos baños en Tenby, una red de suministro de agua en Carmarthen y edificó la Torre Paxton, el edificio más alto que domina el Tywi Valley, en reconocimiento a la amistad que le unía con el Almirante Lord Nelson, quién murió en la Batalla de Trafalgar en 1805. William Paxton fue nombrado caballero en 1803, muriendo en 1824 a la edad de 80 años. 

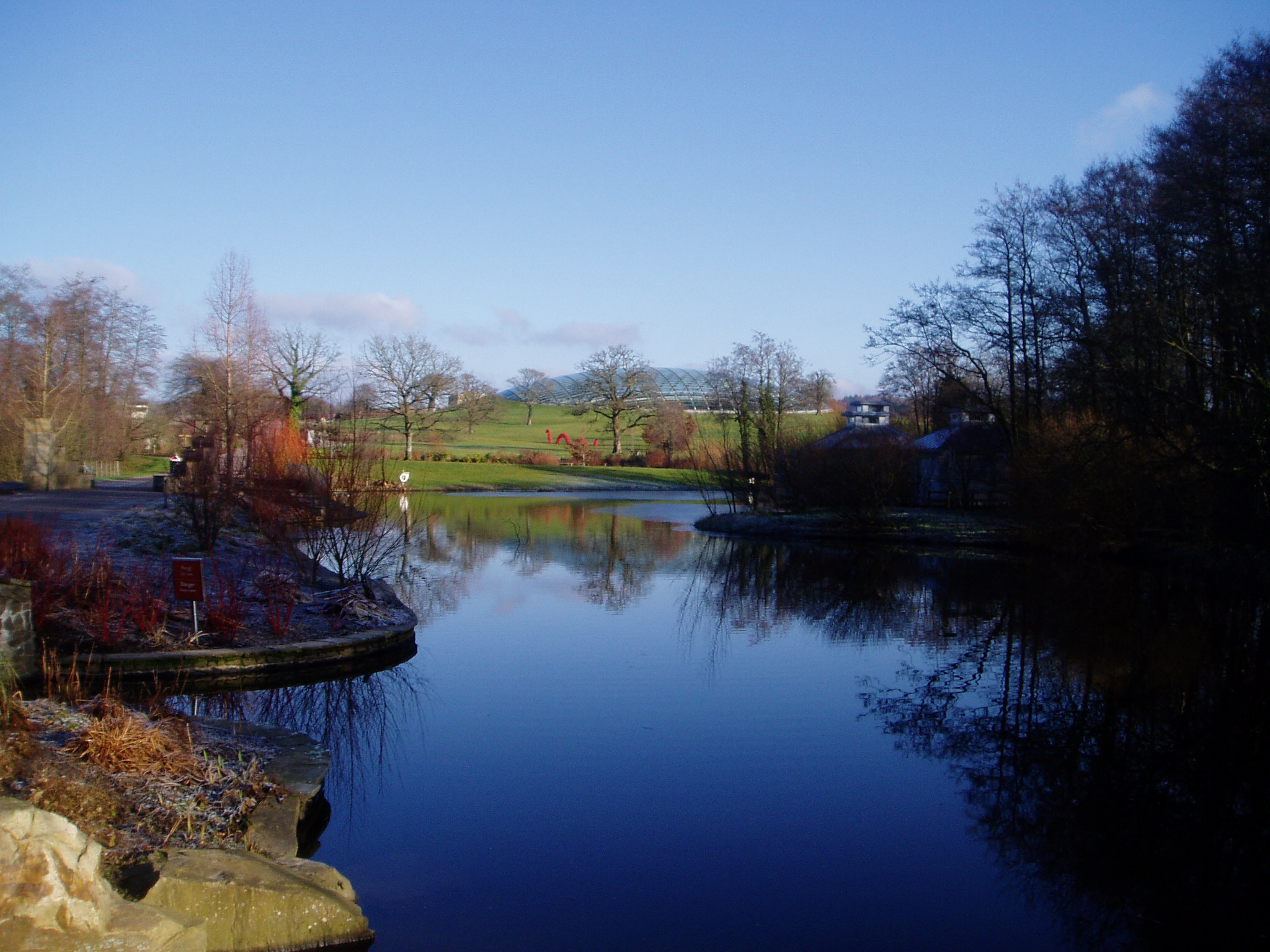
Vista de los lagos y zona mediterránea, al fondo el Invernadero principal y en plano intermedio el dragón, Jardín Botánico Nacional de Gales.

La Finca Middleton, que era descrita en un catálogo de ventas del siglo XIX como "ricamente ornamentada por la Naturaleza, y grandemente mejorada por el arte" fue mantenida después de la muerte de William Paxton durante décadas por la familia Adams, pero a principios del siglo XX, inició un pronunciado declive. La mansión ya abandonada y vacía quedó completamente destruida tras un incendio en 1931. Los terrenos de la finca se confundieron nuevamente con el resto del paisaje, y el agua drenada de los lagos. El Consejo del Condado de Carmarthen compró la tierra y la dividió en siete parcelas para granjas. En 1978, se estableció un proyecto para restaurar partes del parque como zonas de acceso público, y en la década de 1980, partes de los cursos de agua ornamentales de los bosques de Pont Felin Gat fueron reacondicionados. 
La idea de un Jardín Botánico Nacional del País de Gales partió del artista galés, William Wilkins, al que una de sus tías le había descrito las ruinas de un elaborado sistema de conducción de aguas que había descubierto en uno de sus paseos por el bosque de Pont Felin Gat.
El Real Jardín Botánico de Kew, el Dyfed County Council, la Welsh Development Agency, el Countryside Council for Wales y la Agencia de Turismo de Gales (Welsh Tourist Board) le han prestado su apoyo para su fundación. Bajo los auspicios de la Asociación de Jardines Históricos de Gales (Welsh Historic Gardens Trust) fue hecha una solicitud a la Comisión del Milenium para fundar el primer Jardín Botánico Nacional en 200 años. El jardín abrió sus puertas al público el 24 de mayo del 2000, y celebró su inauguración oficial, cuando Carlos Príncipe de Gales descubrió una placa conmemorativa, de pizarra, el 21 de julio del 2000.

## Colecciones

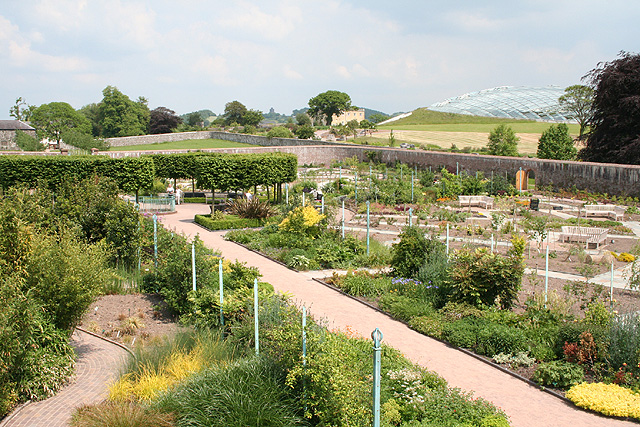
El jardín de doble muro con una colección de hierbas, Jardín Botánico Nacional de Gales.

- Entre las varias colecciones de plantas que se custodian en este Jardín botánico son de destacar las colecciones de plantas mediterráneas que se encuentran albergadas en la estructura del Gran Invernadero. Las plantas se encuentran agrupadas en secciones de Chile, Australia, África del Sur, California, las Islas Canarias y el Mediterráneo propiamente.

- El Jardín de Doble Muro ha sido reedificado desde sus ruinas, y alberga una amplia variedad de plantas, incluyendo hierbas y vegetales. Cerca de aquí está previsto que se termine un nuevo invernadero dedicado a las plantas tropicales.

## Equipamientos

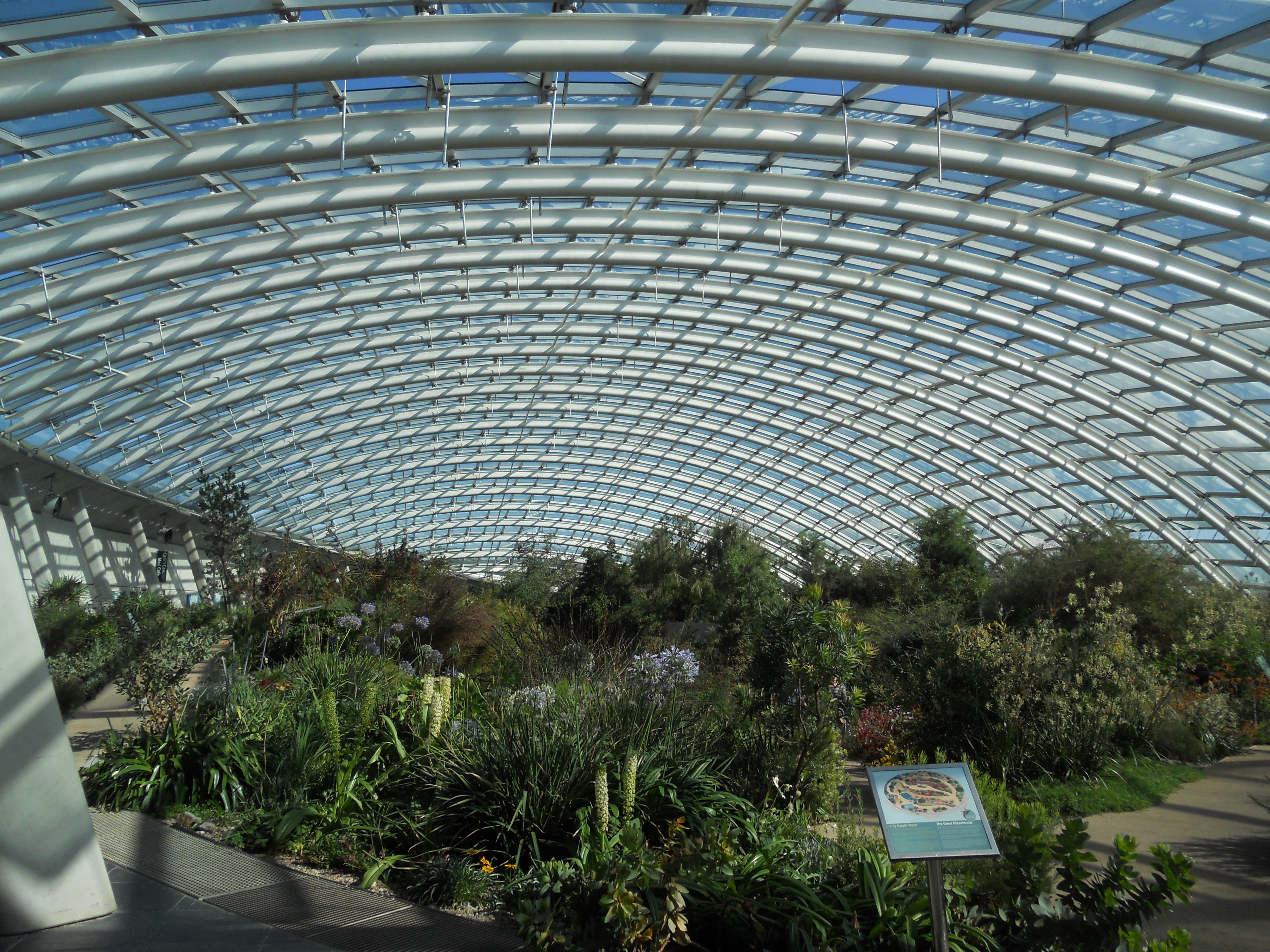
Vista del interior del gran Invernadero, Jardín Botánico Nacional de Gales.

- La obra más notable de los jardines es el Gran invernadero que según dicen los expertos es la estructura de invernadero con la nave más amplia de las existentes en el mundo. Tiene 95m de longitud 55m de anchura estando parcialmente edificada debajo del nivel del terreno. El tejado contiene 785 paneles de cristal.
- Paxton's Tower, se encuentra en la colina que domina el jardín botánico. Edificada por Lord Paxton después de no conseguir un escaño en el Parlamento. Pues resulta que había prometido a sus posibles electores los residentes de la zona que construiría un puente sobre el río towy con su fortuna personal, si lo elegían con sus votos. Sin embargo circularon rumores de que estaba en la bancarrota, y que no podría construir el puente, por lo cual no lo votaron. Los rumores eran falsos y Lord Paxton empleo el dinero que tenía previsto en la construcción del puente, en edificar la torre que oficialmente se la dedicó a Lord Nelson.
- Cafetería y Restaurante.

## Actividades
El Jardín Botánico Nacional de Gales se encuentra implicado en 3 proyectos de conservación de plantas:
- En colaboración con el National Museum of Wales (Museo Nacional de Gales) y con el Countryside Council for Wales (Concejo de Campesinos de Gales), el jardín está recolectando las semillas y propagando el cultivo de las plantas en peligro de extinción del campo galés. Este proyecto también está implicado en la propagación de los árboles más raros y más críticamente amenazados, el Ley's Whitebeam (Sorbus leyana) y una Oreja de Ratón(hawkweed) que solo se desarrolla de manera natural a lo largo de una sola cascada en los Brecon Beacons.

- La finca del jardín gestiona una granja orgánica (a una baja actividad). Sus rebaños de ovejas, y sus manadas de carneros negros galeses, está bajo control con el objetivo de que su presencia ayude a conservar e incrementar la presencia de plantas nativas silvestres que están en declive, y su presencia está asociada a la existencia de estas ganaderías. Esto incluye a la gran orquídea mariposa y al hongo caperuza de cera.

- El Gran Invernadero, la atracción más importante del jardín que alberga plantas de las regiones del mundo de clima Mediterráneo, sirviendo como refugio y banco de propagación de algunas de las plantas más raras del planeta. Un ejemplo de esto es el caso de la planta McCutcheon's Grevillea (Grevillea maccutcheonii). Hace unos cinco años, quedaban solamente de modo silvestre, 10 ejemplares de este pequeño arbusto en el oeste australiano, todos ellos creciendo en una pequeña parcela. Una de estas plantas fue micropropagada en el Jardín Botánico, Parque del Rey (King's park Botanic Garden) de Perth, Australia Occidental y mandada al Jardín Botánico Nacional de Gales en 1999. Los visitantes del Gran invernadero pudieron ver sus flores rojas y amarillas por vez primera en 2003, gracias al éxito de su cultivo, lo que permitirá en un futuro su más amplia distribución , habiéndose evitado una posible extinción.